# Боряна
Боряна (болг. Боряна) — село в Болгарии. Находится в Варненской области, входит в общину Дылгопол. Население составляет 298 человек.

## Политическая ситуация
В местном кметстве Боряна, в состав которого входит Боряна, должность кмета (старосты) исполняет Димитричка Вырбанова Петкова (Болгарская социалистическая партия (БСП)) по результатам выборов.
Кмет (мэр) общины Дылгопол — Светлё Христов Якимов (Движение за права и свободы (ДПС)) по результатам выборов.